# Karel Hostaš
Karel Hostaš (11. března 1854 Poleň – 22. června 1934 Klatovy) byl český právník, vlastivědný pracovník, archeolog, regionální historik a politik.

## Život
Narodil se jako jediný syn ze 6 sourozenců manželům Karlovi a Johanně Hostašovým. V letech 1866–1874 absolvoval studia na klatovském gymnáziu, kde se spřátelil s Jindřichem Vančurou. Po první státní zkoušce na právnické fakultě nastoupil v kanceláři JUDr. Václava Sedláčka. Roku 1885 promoval jako doktor práv a po dobu čtyř let vykonával právní praxi. V polovině roku 1888 přesídlil do Prahy, kde zůstal rok a půl. Roku 1889 založil vlastní advokátní kancelář. V této době měl významný podíl na vzniku klatovského muzea a to díky úmrtí významného klatovského měšťana a archeologa Františka Junga, který byl sběratelem starožitností a kuriozit. Karel Hostaš vyřizoval tuto pozůstalost a přesvědčil svého vedoucího JUDr. Sedláčka, aby Jungovu sbírku starožitností nabídl městskému úřadu k zakoupení za 500 zlatých. Tímto nákupem byl položen základ dnešního muzea v Klatovech a jejím správcem a později i ředitelem se stává on sám.
Stal se prvním správcem Městského muzea v Klatovech se stal tehdejší praktikant v advokátní kanceláři JUDr. Sedláčka a pozdější klatovský starosta (1912 – 1919), výrazná osobnost politického i kulturního života města.
Karel Hostaš se v 80. letech zúčastnil jako vedoucí archeologických prací mohylového naleziště u Poleňky a Habartic, dále vedl průzkum v lese Husín u Tajanova, kde je známé mohylové pohřebiště ze střední doby bronzové. Jeho výsledky archeologického výzkumu byly publikovány v předních časopisech oné doby (ročník II. Sídelní jámy u Tajanova), a tak se dostal do povědomí odborných kruhů jako archeolog, dále podstatně zasahoval do národopisné činnosti a také do muzeologie.
Roku 1918 se Karel Hostaš jako konzervátor staral o patrimoniální archivy na Klatovsku, roku 1924 byl jmenován čestným občanem města Klatov. Byl také blízkým přítelem prof. Masaryka, kterému díky své agitaci s MUDr. Maškem, dopomohl k vítězství proti kandidátu staročechovi Dr. Steidlovi.

### Rodina
Karel Hostaš se 24. května 1880 oženil s Annou Pražskou, dcerou berního adjunkta v Klatovech. Svatba proběhla v šumavském Srní a oddal je místní farář Václav Pavlík, který byl přítelem rodiny Hostašových. S manželkou Annou měli tyto potomky:
- Václav Karel Hostaš (22. listopadu 1880, Klatovy[5] – 9. ledna 1902)
- Karel Rudolf Hostaš (23. února 1882, Klatovy[6] – ?)
- Miroslav Jan Hostaš (19. ledna 1884, Klatovy[7] – ?)
- Jaroslav Hostaš (21. prosince 1885, Klatovy[8] – 26. května 1918)
- Vladimír Václav Hostaš (23. února 1888, Klatovy[9] – ?)
- Vratislav Vojtěch Hostaš (9. prosince 1890, Klatovy[10] – 4. září 1952)

Dva jeho synové se věnovali právům, další dva byli úředníci.

## Dílo
Byl jedním z prvních, který začal zpracovávat významné památky u nás (Památková péče) ve spolupráci s Ferdinandem Vaňkem a Františkem Adolfem Borovským Soupis památek historických a uměleckých v Království Českém od pravěku do počátku XIX. století, v politickém okrese klatovském (1899, sušickém 1900, domažlickém 1902, přeštickém 1907, atd.). K jeho dalším dílům patří např. Průvodce po sbírkách král. města Klatov 1908, Josef Dobrovský v lidové tradici 1937, O poustevnách na Šumavě 1936, Dějiny městečka Poleně 1934, K historii divadla v Klatovech 1921 a další.

## Fotogalerie

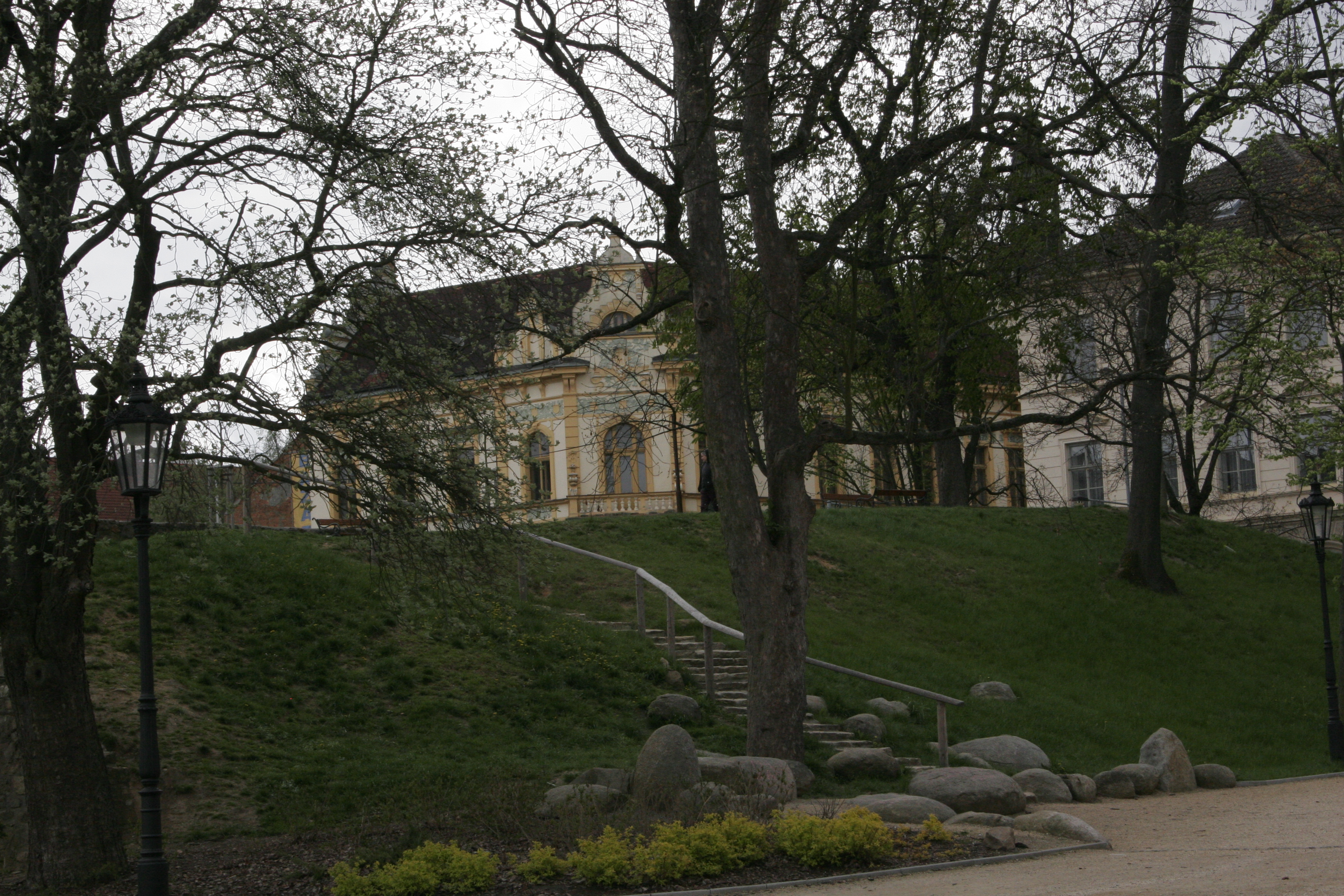
Hostašovy sady v Klatovech
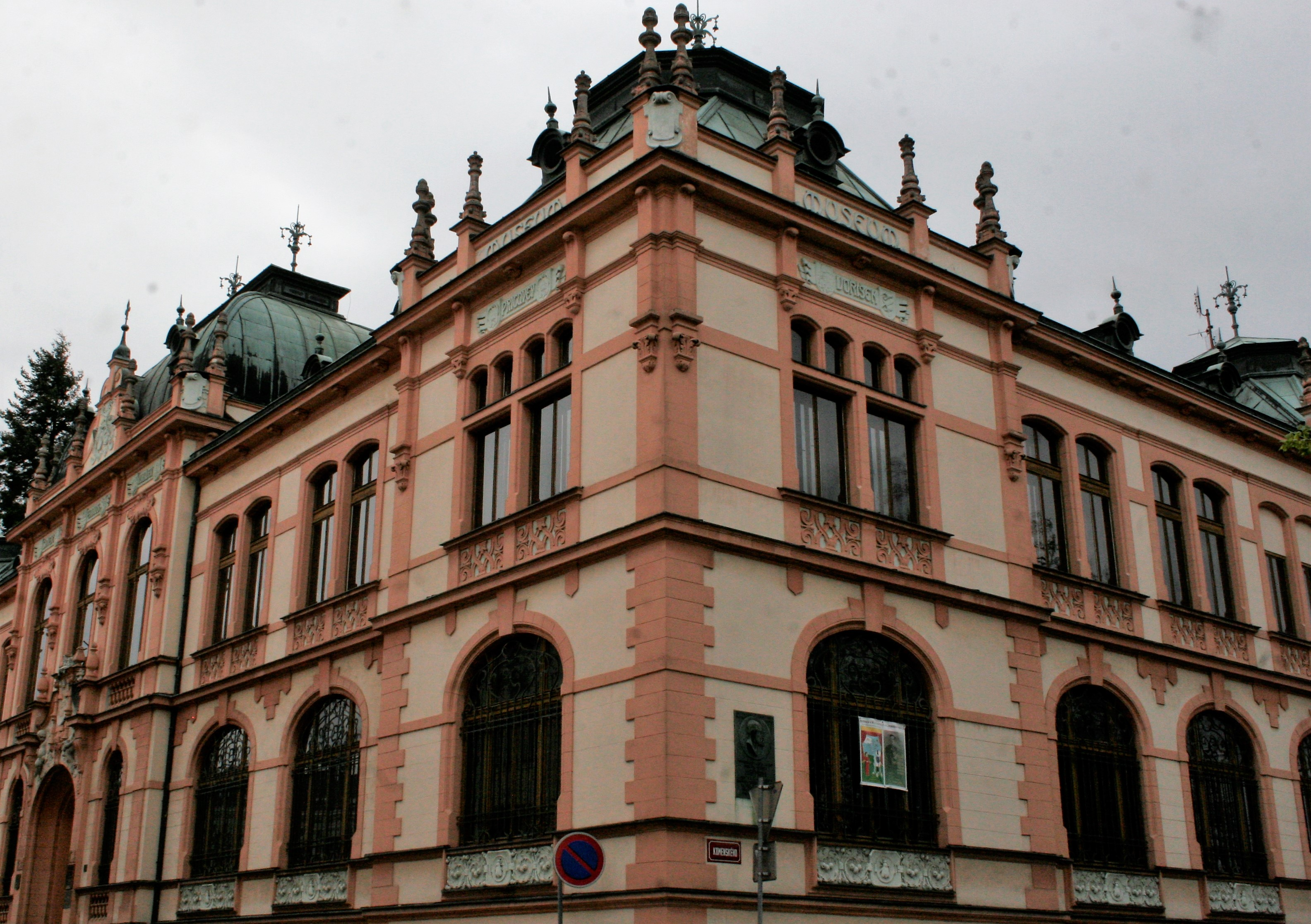
Vlastivědné muzeum Dr. Hostaše v Klatovech
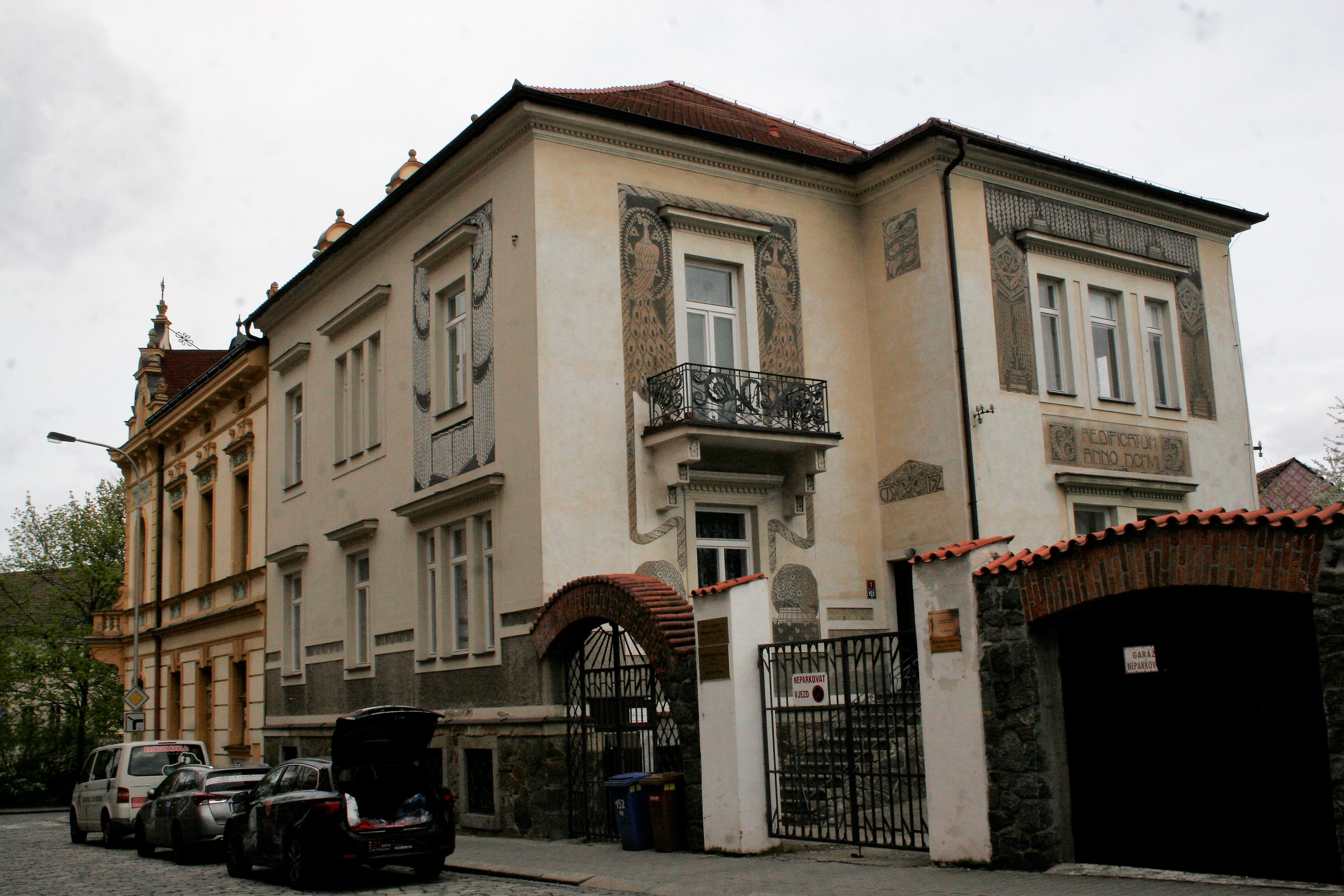
Domy v Hostašově ulici v Klatovech